# 万代大澤醸造
万代大澤醸造株式会社（まんだいおおさわじょうぞう）は、兵庫県西宮市東町1丁目に本社を置く酒造メーカー。灘五郷の内、西宮郷に位置する。

## 沿革
2005年、旧大澤酒造が会社分割により、大澤本家酒造株式会社と万代大澤醸造株式会社に分かれる。「寶娘」の銘柄は大澤本家酒造が引き継いだ。両社の酒蔵は隣接している。

## 主な商品
- 徳若 大吟醸 大吟醸斗瓶囲い無濾過原 しずく酒
- 徳若 純米 原酒
- 徳若 原酒21
- 徳若 ど根性 上撰